# ميخائيل كريستي (موزع)
ميخائيل كريستي (بالإنجليزية: Michael Christie)‏ هو موزع أمريكي، ولد في 30 يونيو 1974 في بوفالو في الولايات المتحدة.

## وصلات خارجية
- الموقع الرسمي
- مايكل كريستي على موقع ميوزك برينز (الإنجليزية)
- مايكل كريستي على موقع ديسكوغز (الإنجليزية)